# روبرت بي. آرثر
روبرت بي. آرثر (بالإنجليزية: Robert P. Arthur)‏ (5 أكتوبر 1943، نورفولك في الولايات المتحدة)؛ شاعر وروائي أمريكي.